# Persona (experiencia de usuario)
Dentro del diseño centrado en el usuario y marketing, personas son personajes imaginarios creados para representar los diferentes tipos de usuarios que podrían usar un sitio web, una marca o un producto de manera similar.  Los vendedores deben usar personas junto con una segmentación del mercado, donde personas cualitativas son construidas para representar segmentos específicos. El término de persona es usado casualmente en línea y en las aplicaciones de la tecnología tanto como para la publicidad, donde otros términos como portadas de pluma pueden también ser usados.
Las personas son útiles en considerar metas, deseos y limitaciones de los compradores de marca y los usuarios en orden de ayudarlos a guiarlos en decisiones sobre el servicio, producto o el espacio de interacción como sus características, interacciones y diseño visual de una página web.  Las personas pueden también ayudar como una parte del proceso sobre el diseño centrado en el usuario para diseñar un software y son también considerados una parte del interaction design (IxD), siendo utilizado dentro del diseño industrial y más recientemente para propósitos de publicidad en línea.
Un usuario persona es una representación de las metas y la conducta de un grupo de hipótesis de usuarios. En la mayoría de los casos, personas son sintetizadas de datos colectivos de entrevistas a usuarios. Son capturados en las descripciones de las páginas 1–2 que incluyen patrones de conducta, metas, habilidades, actitudes y ambiente, con muchos detalles ficticios personales para crear a la persona más realista como personaje. Para cada producto, más de una persona es usualmente creada, pero una persona debe siempre ser principalmente el enfoque para el diseño.

## Historia de personas
El concepto de comprender a los segmentos de un cliente con identidad coherente fue desarrollado en 1993-4 por Angus Jenkinson e internacionalmente adoptado por OgilvyOne con clientes utilizando el nombre de CustomerPrints como un "descripciones de arquetipos día de cada vida". Creando imaginarios o personajes ficticios para representar a segmentos de clientes o comunidades seguidoras. El enfoque de Jenkinson era describir un personaje imaginario en la rea interface, conducta y actitudes con la marca, y la idea principalmente era realizada con Michael Jacobs en una serie de estudios. En 1997 el Ogilvy de la administración del sistema de conocimiento global, Truffles, describen el concepto que dice así: "Cada marca fuerte tiene gente que la sigue quienes comparten afinidad con los valores de la marca. Es universo típicamente divide en un número diferente de comunidades dentro donde hay comportamientos constructivos, y donde la personalidad y características de la marca (producto o servicio) que puedan ser entendidas en terminos de valores comunes, actitudes y supuestos. CustomerPrints son descripciones que capturan la esencia viviente de estos distintos grupos de clientes."
Paralelo a esto Alan Cooper, un notado pionero desarrollador de software, desarrolló un concepto relacionado, donde nombró a las personas. Desde 1995 él se volvió ocupado con como un usuario generalizador podría usar y tener una interface con un software. La técnica fue popularizar para el negocio en línea y la comunidad de la tecnología en su libro de 1999 Los Reclusos Están Controlando El Asilo . En este libro, Cooper resalta las características generales, usos y las mejores prácticas para la creación de personas, recomendando que el software está diseñado para particulares arquetipos de usuarios.

## Beneficios
De acuerdo a Pruitt y Adlin (2006),  el uso de personas ofrece muchos beneficios en el desarrollo de un producto (cf. Grudin y Pruitt, 2002; Cooper, 1999). Personas son vistas como cognitivamente irresistibles porque ellos ponen caras personales humanas de otra manera abstracta en datos sobre los clientes. Al pensar en las necesidades de la persona ficticia, los diseñadores pueden ser mejor capaces de inferir lo que una persona real pueda necesitar. Como inferencia puede asistir la lluvia de ideas, usar casos de especificación, y características de la definición. Pruitt y Adlin argumentan que las personas son fáciles de comunicar para los equipos de ingeniería y los ingenieros permitidos, desarrolladores, y otros que puedan absorber los datos del cliente en un formato agradable. Ellos presentas varios ejemplos del uso de personas para propósitos de comunicación en varios proyectos desarrollados.
Las personas también pueden ayudar a prevenir algunos diseños en común donde de otra manera sería fácil caer dentro. Lo primero es diseñar para lo que Cooper llama "El Usuario Elástico" — lo que significa que haciendo decisiones diferentes los interesados pueden definir al 'usuario' de acuerdo a sus conveniencias. Definiendo personas ayuda al equipo a tener un entendimiento compartido de los verdaderos usuarios en términos globales, capacidades y contextos. Las personas también pueden ayudar a prevenir "el diseño referencial en sí mismo" cuando el diseñador inconscientemente proyecta sus propios modelos mentales en el producto de diseño que puede ser muy diferente en el objetivo del usuario y su población. Las personas también pueden proveer una realidad verificada por medio de la ayuda a los diseñadores para mantenerse concentrados en el diseño en casos que los objetivos del usuario puedan ser encontrados y no en los casos de bordes donde usualmente no pasaría para el objetivo de una población. De acuerdo a Cooper, los casos de bordes donde naturalmente deberían ser manejados propiamente no se pueden volver un enfoque de diseño (Cooper, 1999).
Los beneficios son resumidos como (Cooper, 1999):
- Ayudar a los miembros del equipo y compartir específicos, entendimiento consistente de varias audiencias de grupos. Los datos sobre los grupos pueden ser puestos en un contexto apropiado y pueden ser entendidos y recordados como historias coherentes.
- Las soluciones propuestas pueden ser guiadas por como se conocen de manera positiva las necesidades individuales de las personas de usuario. Las características pueden tener prioridad basadas en como bien son dirigidas a las necesidades de una o más personas.
- Prover un "rostro" humano para crear empatía para las personas que son representadas demográficamente.

## Personas basadas en las búsquedas etnográficas
Algunos diseñadores sienten que las personas deberían de estar basadas en búsquedas etnográficas en los usuarios y no pueden ser basados puramente en la imaginación del creador.  El uso de una búsqueda etnográfica ayuda a la creación de distintos números de usuarios como arquetipos que pueden ser utilizados para desarrollar productos que otorguen experiencias positivas de usuario. Al encajar en datos reales, la búsqueda etnográfica permite a los equipos de diseño evadir el generar usuarios con estereotipos que puedan no tener una relación actual con la realidad del usuario.
El campo que ha emergido del Diseño Inclusivo apoya la identificación extrema de los valores atípicos o de los casos de bordes para destacar el arquetipo de usuario como un “real”  que miente a los arquetipos de estereotipos. La creación de la persona convencional es determinada en promedios simplificados, mientras que en un Caso de Borde la persona prospera en diversidad y autenticidad y describe las necesidades de las personas en términos que no son sentimentales, honestas y descripciones sinceras.

## Criticismo
El criticismo de las personas cae en tres categorías generales: análisis de la lógica determinada, se preocupa por la implementación práctica, y los  resultados empíricos (cf. Chapman y Milham, 2006; Rönkkö, 2005).
En término de lógica científica, se ha argumentado que porque las personas son ficticias, no tienen una clara relación entre los verdaderos datos del cliente y por eso no pueden ser considerados científicos. Chapman & Milham (2006) describen a estos flujos pretendidos en consideración con las personas como un método de búsqueda científico. Ellos argumentan que no existe el procedimiento de trabajo de otorgar datos a personas específicas, y que esos procesos no son subjetivos para el método científico de la búsqueda reproducida.
Para la implementación práctica, Portigal (2008) ha reclamado que las personas dan "un manto de centricidad de cliente" mientras que actualmente distanciar a un equipo de su compromiso con los usuarios reales y sus necesidades. Él argumenta que las historias del mundo real y la inmersión de los clientes puede servir mejor a los diseñadores a entender las necesidades de los usuarios.
Un cuarto problema al utilizar personas es que las mismas organizaciones no están listas para la metodología. La creación de usuarios hipotéticos con nombres reales, historias reals y personalidades puede verse como algo que no sea serio y confuso para algunas personas, equipos o organizaciones.

## Búsqueda científica
En los resultados empíricos, la búsqueda de datos ofrece suaves medidas del éxito de las personas, como las anécdotas de la retroalimentación de los interesados. Rönkkö (2005) describe como los equipos políticos y otros problemas organizacionales pueden dejar limitaciones del método de personas en una serie de proyectos. Chapman, Love, Milham, Elrif, y Alford (2008) han demostrado que con el estudio de datos que las descripciones con más de muchos atributos (e.g., como lo es una persona) son parecidas para describir a cualquier gente. Ellos argumetan que las personas no pueden ser asumidas para describir a los clientes actuales.
Un estudio conducido por Long (2009) y también soportado por Cooper, Pruitt et al. en el uso de las personas. En un estudio controlado y parcial, se les fue preguntados a un grupo de estudiantes para resolver un brief de diseño; dos grupos utilizaron personas mientras que un grupo no lo hizo. Los estudiantes que utilizaron personas fueron premiados con mejores resultados en sus evaluaciones que el otro grupo que no lo hizo. Los estudiantes que utilizaron personas fueron juzgados por tener diseños producidos con mejores atributos de utilidad que los otros que no utilizaron personas. El estudio sugiere que el utilizar personas puede mejorar la comunicación entre los equipos de diseño y facilitar el enfoque en el usuario en la discusión de diseño. El estudio tuvo varias limitaciones: los resultados fueron evaluados por un profesor y un estudiante quien no tenía conocimiento de la hipótesis, estudiantes que fueron asignados en grupos de manera aleatoria, y no había réplicas o muestreo (overall de muestra de tamaño es un N=1 ensayo individual), y no había control de los otros factores de contribución o de efectos de expectativas (e.g., el Efecto Hawthorne o Efecto Pygmalion).